# Eta Canis Minoris
Eta Canis Minoris (η CMi / 5 Canis Minoris / HD 58923) es una estrella en la constelación de Canis Minor de magnitud aparente +5,24. Se encuentra a 351 años luz del sistema solar.
Eta Canis Minoris es una gigante blanco-amarilla de tipo espectral F0III con una temperatura superficial aproximada de 7000 K. 70 veces más luminosa que el Sol, su diámetro es seis veces mayor que el diámetro solar y su masa es unas 2,5 veces mayor. Rota con una velocidad de al menos 54 km/s, siendo su período de rotación inferior a cinco días. Comenzó su vida siendo una estrella blanco-azulada de tipo B9 —no muy distinta de como es hoy Markab (α Pegasi)—, y actualmente se encuentra en una etapa avanzada de su evolución estelar. En un futuro se expandirá mientras aumenta su luminosidad, expulsando luego sus capas exteriores, para terminar su vida como una enana blanca.
Eta Canis Minoris forma un sistema binario con una estrella de magnitud +11,1 visualmente a 4 segundos de arco. La luminosidad visual de esta acompañante es 1/3 parte de la del Sol, por lo que se piensa que es una enana de tipo K1 similar a Alfa Centauri B. Orbitando a una distancia mínima de 440 UA de la estrella principal, tarda al menos 5000 años en completar una órbita.